# 氣概凜然
氣概凜然（日语：ディーマジェスティ），是日本純種競賽馬匹。生涯活躍於中距離賽事，曾於2016年勝出皋月賞。

## 出賽前
2013年3月24日出生於北海道新日高町服部牧場，成長途中被馬主嶋田賢購入。
其後交由美浦訓練中心練馬師二之宮敬宇訓練。

## 競賽生涯

### 2歲
2015年9月5日出戰札幌競馬場2歲新馬戰，雖然比賽途中於直路訓練追趕，但仍然以鼻位差距憾負King Lion得第二。
其後出戰3歲未勝利戰，於其中再度以第二落敗。
11月23日再度出戰3歲未勝利戰，比賽初段於中團位置追走，進入直路後隨即加速衝出並和洛森山展開爭奪，最終氣概凜然率先透出下以頸位優勢取得首勝。
其後陣營原先安排其出戰12月27日的希望錦標，然而於賽事當日出現蜂窩性組織炎症狀，最終陣營謹慎起見下決定取消出走。

### 3歲
2016年以共同通信盃作爲年度首戰，由於其此前僅獲一勝而僅得第六人氣。比賽開始後，其於中團位置逐步追走，進入直路後開始加速衝出，跑出後600米34.9的驚人末腳之下爆冷取得首個分級賽冠軍。
其後出戰皋月賞，由於其僅獲得一個分級賽冠軍且出賽數目較少，馬迷普遍不信任下僅獲得第八人氣。比賽開始後，其於後方位置等待時機，通過第四彎道時進佔有利位置並準備加速。進入直路後其憑藉早前的動作佔據優勢，於最後200米以絕佳的反應響應騎師蛯名正義的指揮加速，轟出恐怖的後600米34.0秒末腳之下瞬間超越天域龍馬、醋丈夫及里見光鑽，其後保持速度成功拉開追擊的豐收節1 3/4馬位以爆冷的形式取勝。
5月29日出戰東京優駿（日本打吡），本次比賽處於中團位置追走，保持穩定的節奏下以絕佳的狀態通過最後彎道。進入直路後，第二人氣的里見光鑽及第一人氣的豐收節於前方纏鬥，此時氣概凜然嘗試由外檔衝出逐步蠶食對手，但未能最大程度加速之下只能保持均速，最終落後兩駒得第三。
夏季放草過後出戰菊花賞前哨戰聖烈特紀念，由於兩名強敵豐收節及里見光鑽分別因遠征法國及出戰神戶新聞盃而缺席，其以壓倒性的1.4倍賠率獲得第一人氣。比賽初段其一直保持於後方位置追走，通過第四彎道後開始發力進佔先頭有利位置。進入直路後，其隨即衝出並超越前方賽駒，最終保持速度下以頸位擊退Seewind取得冠軍。
10月23日出戰菊花賞，比賽初段選擇留後保持體力，於第四彎道時開始發力並和前方的里見光鑽呈現平頭姿態。進入直路後，其繼續衝刺挑戰前方的里見光鑽，但於直路中段開始力弱而被天域龍馬及第九人氣之伏兵七色線超越，最終以第四完賽。
11月27日出戰日本盃，首次和年長馬匹對決。比賽開始後，前方由北部玄駒慢放並做出61.7秒的慢步速，而氣概凜然則處於中後方位置追走。進入直路後，雖然其一早抽出外檔位置，但受到慢步速的影響其始終未能成功加速，最終以第十三大敗。

### 4歲
2017年首戰爲日經賞，雖然獲得第三人氣，但於直路途中無法提速而以第六落敗。
4月30日出戰春季天皇賞，比賽途中於後方推進並於第四彎道衝出，於直路上未能發揮實力，最終以第六完賽。
春季天皇賞後再未出戰任何比賽，於11月20日時陣營突然發表其退役的消息，並於翌日取消於日本中央競馬會的註冊。

### 詳細賽績
| 日期       | 舉辦國家 | 馬場 | 距離   | 級別 | 賽事名稱   | 負重 | 騎師     | 馬號 | 出馬 | 名次 | 時間   | 頭馬（二馬） |
| ---------- | -------- | ---- | ------ | ---- | ---------- | ---- | -------- | ---- | ---- | ---- | ------ | ------------ |
| 5/9/2015   | 日本     | 札幌 | 草1500 |      | 2歳新馬    | 54   | 李慕華   | 1    | 14   | 2    | 1:32.2 | King Lion    |
| 26/9/2015  | 日本     | 中山 | 草1800 |      | 2歲未勝利  | 54   | 蛯名正義 | 4    | 13   | 2    | 1:49.3 | Meiner Fun   |
| 23/11/2015 | 日本     | 東京 | 草2000 |      | 2歲未勝利  | 55   | 蛯名正義 | 14   | 15   | 1    | 2:01.8 | （洛森山）   |
| 27/12/2015 | 日本     | 中山 | 草2000 | GI   | 希望錦標   | 55   | 蛯名正義 | 7    | 12   | 退賽 | 退賽   | Hartley      |
| 14/2/2016  | 日本     | 東京 | 草1800 | GIII | 共同通信盃 | 56   | 蛯名正義 | 4    | 10   | 1    | 1:47.4 | （永生常存） |
| 17/4/2016  | 日本     | 中山 | 草2000 | GI   | 皋月賞     | 57   | 蛯名正義 | 18   | 18   | 1    | 1:57.9 | （豐收節）   |
| 29/5/2016  | 日本     | 東京 | 草2400 | GI   | 東京優駿   | 57   | 蛯名正義 | 1    | 18   | 3    | 2:24.1 | 豐收節       |
| 18/9/2016  | 日本     | 中山 | 草2200 | GII  | 聖烈特紀念 | 56   | 蛯名正義 | 4    | 12   | 1    | 2.13.1 | （Seewind）  |
| 23/10/2016 | 日本     | 京都 | 草3000 | GI   | 菊花賞     | 57   | 蛯名正義 | 6    | 18   | 4    | 3:03.8 | 里見光鑽     |
| 27/11/2016 | 日本     | 東京 | 草2400 | GI   | 日本盃     | 55   | 蛯名正義 | 9    | 17   | 13   | 2:27.1 | 北部玄駒     |
| 25/3/2017  | 日本     | 中山 | 草2500 | GII  | 日經賞     | 57   | 蛯名正義 | 6    | 16   | 6    | 2:33.3 | 意式甜釀     |
| 30/4/2017  | 日本     | 京都 | 草3200 | GI   | 春季天皇賞 | 58   | 蛯名正義 | 9    | 17   | 6    | 3:13.5 | 北部玄駒     |

## 退役後
退役後，氣概凜然成爲了配種馬，在北海道新日高町Arrow Stud休養，在2018年進行配種。首批子嗣於2019年出生。首批子嗣可於2021年出賽。

## 血統簡介
父系大震撼爲日本賽駒，爲日本賽馬史上第二匹無敗三冠馬，生涯出戰十四場賽事僅得兩場未能勝出，退役後配種成績亦極爲優秀。祖父週日寧靜是美國三冠賽雙軍馬，退役後在日本配種，在日本馬壇相當成功，贏得多項分級賽事，其子嗣贏得巨額獎金。
母系Hermes Tiara爲日本馬匹，生涯無出賽紀錄。外祖父百仁時間爲美國賽駒，曾勝出當地二級賽，退役後在日本配種，和週日寧靜及東來兵被一同稱爲改變日本賽馬的三匹種馬。

### 血統表
| 父線：週日寧靜系（Halo系）                       |                              |                |                 |
| 種馬 大震撼 2002年（棗色）                       | 週日寧靜 1986年（棕色）      | Halo           | Hail to Reason  |
| 種馬 大震撼 2002年（棗色）                       | 週日寧靜 1986年（棕色）      | Halo           | Cosmah          |
| 種馬 大震撼 2002年（棗色）                       | 週日寧靜 1986年（棕色）      | Wishing Well   | Understanding   |
| 種馬 大震撼 2002年（棗色）                       | 週日寧靜 1986年（棕色）      | Wishing Well   | Mountain Flower |
| 種馬 大震撼 2002年（棗色）                       | 風中秀髮 1991年（棗色）      | Alzao          | 利法爾          |
| 種馬 大震撼 2002年（棗色）                       | 風中秀髮 1991年（棗色）      | Alzao          | Lady Rebecca    |
| 種馬 大震撼 2002年（棗色）                       | 風中秀髮 1991年（棗色）      | Burghclere     | Busted          |
| 種馬 大震撼 2002年（棗色）                       | 風中秀髮 1991年（棗色）      | Burghclere     | Highclere       |
| 繁殖雌馬 Hermes Tiara 1988年（棗色）             | 百仁時間 1985年（深棗色）    | 雷弼圖         | Hail to Reason  |
| 繁殖雌馬 Hermes Tiara 1988年（棗色）             | 百仁時間 1985年（深棗色）    | 雷弼圖         | Bramlea         |
| 繁殖雌馬 Hermes Tiara 1988年（棗色）             | 百仁時間 1985年（深棗色）    | Kelley's Day   | Grasustark      |
| 繁殖雌馬 Hermes Tiara 1988年（棗色）             | 百仁時間 1985年（深棗色）    | Kelley's Day   | Golden Trail    |
| 繁殖雌馬 Hermes Tiara 1988年（棗色）             | Shinko Hermes 1993年（棗色） | 鞍匠井         | 北地舞人        |
| 繁殖雌馬 Hermes Tiara 1988年（棗色）             | Shinko Hermes 1993年（棗色） | 鞍匠井         | Fairy Bridge    |
| 繁殖雌馬 Hermes Tiara 1988年（棗色）             | Shinko Hermes 1993年（棗色） | Doff the Derby | Master Derby    |
| 繁殖雌馬 Hermes Tiara 1988年（棗色）             | Shinko Hermes 1993年（棗色） | Doff the Derby | Margarethen     |
| 雌系：Margarethen系（號族：4-n）                 |                              |                |                 |
| 五代內近親交配：Hail to Reason 4×4、北地舞人 5×4 |                              |                |                 |

## 命名由來
名字中，Dee（ディー）繼承自父系大震撼名字其中一部分，無特殊含意，Majesty（マジェスティ）於英語中，帶有「威嚴」之意思，香港則只取後半部分，翻譯為「氣概凜然」。

## 外部連結
- 氣概凜然 netkeiba.com （页面存档备份，存于）
- 血統表 （页面存档备份，存于）